# ISO 11240
Die ISO 11240  ist eine Norm der Internationalen Organisation für Normung (ISO), die Regeln für
- die Nutzung und die kodierte Darstellung von Maßeinheiten zum Zweck des Datenaustauschs von quantitativen Eigenschaften eines Humanarzneimittels
- die standardisierte und maschinenlesbare Dokumentation der Zusammensetzung und Stärke von Arzneimitteln

erstellt sowie Anforderungen
- an Maßeinheiten zur Einordnung in internationale, metrologische Normen
- für die kodierte Darstellung von Maßeinheiten

benennt.
Die Norm beschreibt Regeln und Strukturen zur gegenseitigen Abbildung und Übersetzung von Maßeinheiten in verschiedenen Sprachen und Maßeinheitensystemen. Die Norm setzt auf dem System von UCUM auf.
Diese Norm beschränkt sich auf die Darstellung von Maßeinheiten zum Austausch von Informationen zwischen Computersystemen.
Der Standard wurde in der Arbeitsgruppe WG6 (Pharmacy) des Technischen Komitee ISO TC 215 Health Informatics erarbeitet.

## Weitere relevante Standards
Der Standard ISO 11240:2012 gehört zu einer Gruppe von fünf Standards zur Identifikation von Arzneimitteln (IDMP). Weitere Standards sind
- ISO 11616 - Pharmazeutische Produkte[2]
- ISO 11615 - Arzneimittel[3]
- ISO 11239 - Kataloge für Darreichungsformen, Dosiereinheiten, Anwendungsarten und Behältnisse[4]
- ISO 11238 - Substanzinformationen[5]

Die gesamte Gruppe der Normen wurde für die Nutzung bei Humanarzneimitteln entwickelt.